# Cavità risonante
In generale si dice che una cavità è risonante quando al suo interno sono possibili solo alcuni stati di vibrazione. Ad esempio un diapason induce una risonanza acustica e, di conseguenza, produce una sola nota e le sue armoniche.
Le cavità ottiche risonanti sono fondamentali per la costruzione dei laser.
| Controllo di autorità | LCCN (EN) sh85021550 · GND (DE) 4160446-5 · J9U (EN, HE) 987007284986805171 |